# 瓦爾迪維亞棘鎧蝦
瓦爾迪維亞棘鎧蝦（学名：Galacantha valdiviae）为鎧甲蝦科棘鎧蝦屬下的一个种。